# Максимович, Анатолий Александрович
Максимович, Анатолий Александрович (20 октября (01.11 стар. ст.) 1849 года — 3 января 1919 года, Петроград) — генерал-майор русской императорской армии, военный инженер-фортификатор, участник Русско-турецкой войны 1877—1878 гг. (известной также как Славяно-турецкая война), Ахал-текинской экспедиции 1880—1881 гг. и Русско-японской войны 1904—1905 гг.

## Биография
Анатолий Максимович происходил из старинного украинского дворянского рода. Предки его в XVII веке были казаками Киевского городового полка. Анатолий Александрович закончил в 1866 г. Санкт-Петербургскую военную гимназию, в 1868 г. — 1-е Военное Павловское училище, а в 1869 г. — Николаевское инженерное училище (1-й разряд). Его дальнейшая военная карьера развивалась следующим образом:
- июль 1869 — подпоручик, 3-й пехотный батальон
- июль 1873 — поручик,
- 1877—78 — участник Русско-турецкой войны
- август 1878 — штабс-капитан,
- июль 1880 — капитан,
- 1880—81 — участник Ахал-текинской экспедиции на юге современной Туркмении, соратник М. Д. Скобелева. Про Ахал-текинскую экспедицию современники говорили: Там не было особых героев, потому что… все были героями! За храбрость, проявленную в боях был награждён золотым именным оружием,
- август 1886 — подполковник,
- июль 1887 — командир 4-го железнодорожного батальона,
- ноябрь 1887 — командир 3-го железнодорожного батальона,
- январь 1888 — командир 6-го военно-телеграфного парка,
- декабрь 1891 — полковник,
- август 1892 — командир 4-го железнодорожного батальона,
- апрель 1894 — командир 15-го саперного батальона, сформированного в том же году,
- март 1898 — командир 3-го Варшавского крепостного пехотного полка,
- август 1903 — командир 56-го Житомирского пехотного полка,
- февраль 1904 — генерал-майор,
- февраль 1904 — командир 2-й бригады 1-й Восточно-Сибирской стрелковой дивизии,
- 1904—1905 — участник Русско-японской войны,
- февраль 1905—1906 — прикомандирован к Главному штабу в Санкт-Петербурге.

В Санкт-Петербурге жил, главным образом, на ул. Подольская 1, кв. 29. Скончался 3 января 1919 года от эпидемии гриппа, получившей название «испанка». Похоронен на Новодевичьем кладбище в Петрограде.

## Статус и вклад в развитие военного инженерного дела
Ещё во время Русско-турецкой войны 1877—1878 гг. Анатолий Максимович стал внедрять технологию использования саперной лопатки в пехоте и обеспечил обучение пехотных войск приёмам самоокапывания. Данная технология позволила спасти множество солдатских жизней от ружейного огня.
В 1890-е гг. развил структуру крепостной армейской пехоты, в результате чего формирования крепостной пехоты на западных границах Российской Империи разрослись до четырёх специализированных полков, причём 3-м Варшавским крепостным пехотным полком он командовал сам.
Явился одним из немногих инженеров-фортификаторов и командующих частей крепостной пехоты, удостоенных звания генерал-майора.

## Награды
Российская Империя:
- Орден Святого Владимира 3-й степени (1896)
- Орден Святого Владимира 4-й степени (1879)
- Орден Святой Анны 2-й степени (1881)
- Орден Святой Анны 3-й степени (1879)
- Орден Святого Станислава 1-й степени (1904)
- Орден Святого Станислава 3-й степени (1878)
- Золотое именное оружие за храбрость (1882)

Румыния:
- Железный крест «За переход через Дунай» (Trecerea Dunării) (1878)

## Семья
Его мать — Олимпиада Васильевна (1824—?), урожд. Соц, дочь писателя и переводчика В.И.Соца.
Женился в Варшавском генерал-губернаторстве на Наталье Михайловне Андроповой (1869—1930), по материнской линии происходившей из польского шляхетского рода Собаньских (Собанских). От этого брака родился один сын — Владимир и десять дочерей. Правнук А.А.Максимовича по женской линии — писатель Леонид Сторч.
Один из братьев Максимовича А. А. — Валентин Александрович Максимович (1850—?), сотрудник Государственного Банка Российской Империи. В 1905—1912 гг. он являлся владельцем и директором фабрики «Георгъ Ландринъ», крупнейшей кондитерской компании Российской империи. Сам Максимович А. А. был совладельцем здания, где находился главный корпус фабрики, по адресу Екатерингофский пр., 9 (ныне пр. Римского-Корсакова, 9) в Санкт-Петербурге. Среди других двух совладельцев — его племянник Сергей Олимпиевич Максимович, пионер в области цветной фотографии и цветной кинематографии, oткрыватель эффекта Максимовича — Калье.